# 海富润案
海富潤案是清代乾隆四十七年（1782年）发生，由广东崖州回民海富润引发的文字獄。在乾隆帝主持下停止查办，平息事态。
广西巡抚朱椿于乾隆四十七年五月十一日上奏乾隆帝，称桂林府知府贵中孚在桂厂查获游学的广东崖州三亚村回民海富润，其携带书籍二十本。其书“通系揄扬西域回教国王穆罕默德之语，其书至圣实录已属僭妄，且以本朝人译刻而于庙讳御名不知敬避狂悖之处不一而足”。